# Bayerischer Verfassungsorden

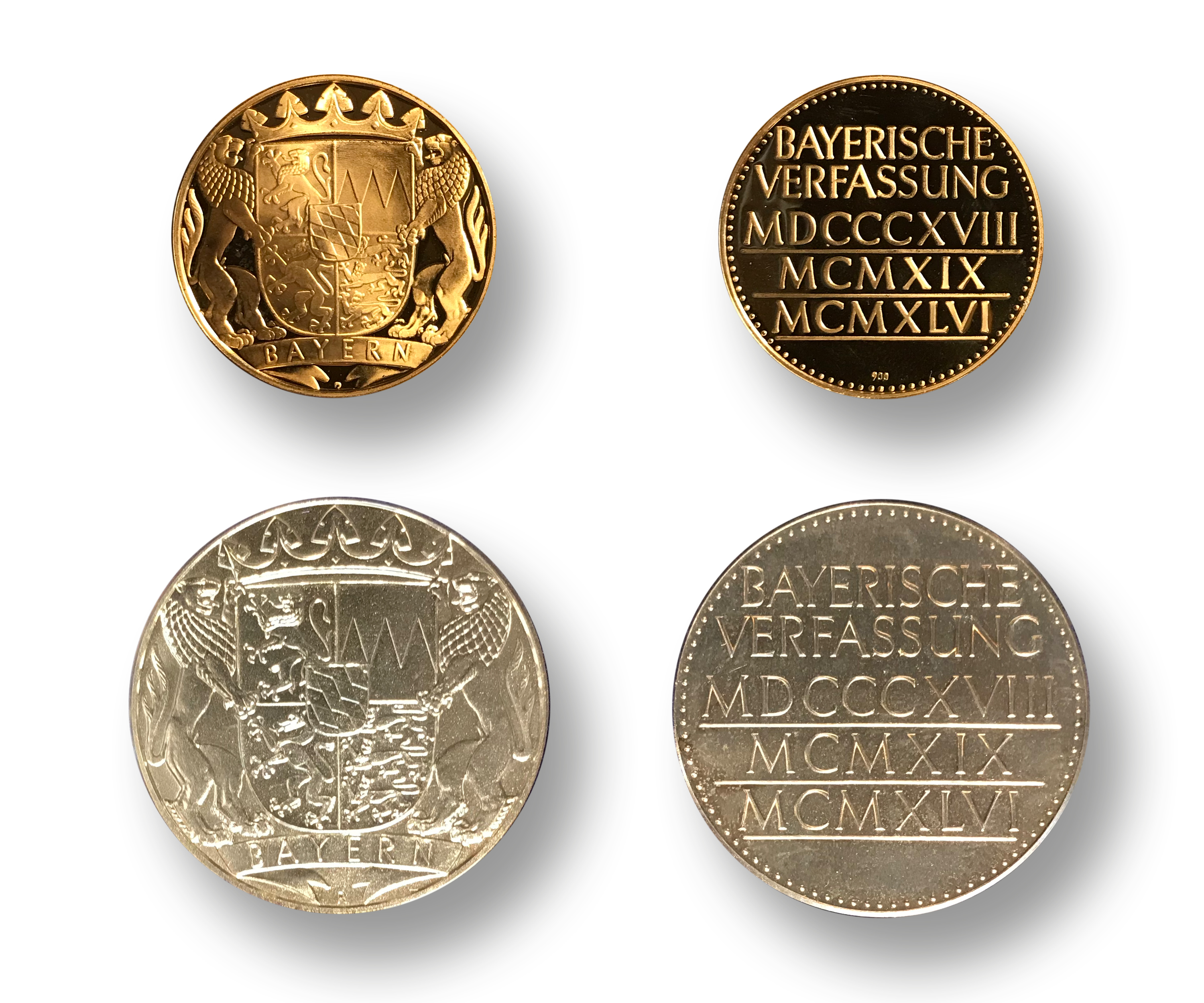
Bayerische Verfassungsmedaille in Gold und Silber, Vorder- und Rückseite (2019)

Der Bayerische Verfassungsorden (bis Oktober 2021 Bayerische Verfassungsmedaille) ist eine staatliche Auszeichnung, die vom Präsidenten des Bayerischen Landtages an Personen verliehen wird, die sich „um die bayerische Verfassung verdient gemacht haben“. Jährlich sollen nicht mehr als 50 Verleihungen vorgenommen werden. Sie gehört zu den staatlichen Auszeichnungen, die im Freistaat Bayern am seltensten verliehen werden. Der Orden (bis Oktober 2021 Medaille) trägt auf der Vorderseite die Inschrift „Bayerische Verfassung“ mit den römischen Jahreszahlen MDCCCXVIII (1818), MCMXIX (1919) sowie MCMXLVI (1946) und auf der Rückseite das große bayerische Staatswappen.
Die Auszeichnung wurde am 1. Dezember 1961 vom damaligen Landtagspräsidenten Rudolf Hanauer gestiftet, da sich die Notwendigkeit ergab, langgediente Landtagsabgeordnete auszuzeichnen. Von wenigen Ausnahmen abgesehen, bekommen Landtagsabgeordnete die Verfassungsmedaille nach drei Legislaturperioden (bis 1998: 12-jähriger, heute 15-jähriger Zugehörigkeit zum Landtag) in Silber verliehen; nach fünf Legislaturperioden in Gold. Ähnlich verhält es sich mit bayerischen Abgeordneten im Deutschen Bundestag oder im Europäischen Parlament. Bayerische Minister erhalten die silberne Verfassungsmedaille bereits nach einer Legislaturperiode (bis 1998: 4 Jahre, heute 5 Jahre). Langjährige Landtagskorrespondenten erhalten die Auszeichnung auch regelmäßig zur Beziehungspflege. In den letzten Jahren wurde auf eine ausgewogenere Berücksichtigung von Männern und Frauen geachtet. Auch wurde der Anteil an Berufspolitikern an den Geehrten zugunsten von sozial und gesellschaftlich aktiven Personen reduziert. Trotzdem finden sich immer noch – neben den Landespolitikern – viele langgediente Kommunalpolitiker unter den Geehrten.
Verwicklungen in Skandale können die Verleihung verzögern: Beispielsweise verzichtete Monika Hohlmeier im Jahr 2006 zunächst wegen ihrer Verwicklung in die Münchner CSU-Affäre nach Protesten der Opposition auf die Verleihung der ihr turnusgemäß zustehenden Verfassungsmedaille in Silber. Die Verleihung wurde jedoch 2014 nachgeholt. Nachdem im Mai 2013 Gerhard Ecks Verwicklung in die Verwandtenaffäre publik wurde (er hatte seine Ehefrau 15 Jahre lang als Mitarbeiterin angestellt und sich das Gehalt vom Landtag erstatten lassen), wurde die Verleihung der Verfassungsmedaille im Dezember desselben Jahres ausgesetzt. Er erhielt die Medaille in Silber erst mit dreijähriger Verspätung im Jahr 2016.
Bislang ist noch keine Aberkennung der Medaille von CSU-Politikern bekannt geworden. Beispielsweise ist Alfred Sauter trotz staatsanwaltlicher Ermittlungen im Zusammenhang mit der Maskenaffäre immer noch Inhaber der Verfassungsmedaille in Gold (2007).
Durch das „Gesetz über die Bayerische Verfassungsmedaille“ vom 20. Juli 2011 wurde die Medaille zum 1. August 2011 in den Rang eines Ordens erhoben. Hintergrund dieser Änderung war, dass die Auszeichnung bisher ordensrechtlich im Rang unterhalb der tragbaren Auszeichnungen wie dem Bayerischen Verdienstorden, dem Maximiliansorden für Wissenschaft und Kunst, der Bayerischen Rettungsmedaille oder dem Ehrenzeichen des Ministerpräsidenten für Verdienste im Ehrenamt stand. 
Zum 1. November 2021 erhielt die Auszeichnung ihren heutigen Namen. Das Präsidium des Landtags hat als Durchführungsbestimmung ein Ordensstatut erlassen.

## Details der Verleihungsbestimmungen
Verdiente Persönlichkeiten aus allen Gruppen der Bevölkerung sollen gleichermaßen berücksichtigt werden. Tatsächlich sind aber Politiker, Kirchenvertreter der beiden großen Konfession und Personen, die im engen Kontakt mit dem Landtag stehen (etwa Journalisten), überrepräsentiert, ebenso Männer gegenüber Frauen.
Die Bayerische Verfassungsmedaille wird in zwei Klassen verliehen:
- Die Bayerische Verfassungsmedaille in Gold wird an Persönlichkeiten verliehen, die sich „in hervorragender Weise“ um die Verfassung des Freistaates Bayern verdient gemacht haben. Sie hat einen Durchmesser von 32 mm und wird aus Gelbgold gefertigt.
- Die Bayerische Verfassungsmedaille in Silber wird an Persönlichkeiten verliehen, die sich „besonders“ um die Verfassung des Freistaates Bayern verdient gemacht haben. Sie hat einen Durchmesser von 40 mm und wird aus Feinsilber gefertigt.

Zur Bayerischen Verfassungsmedaille wird eine Anstecknadel verliehen, die aus (vergoldetem) Feinsilber mit einem Durchmesser von 13 mm gefertigt ist und auf der die Jahreszahlen „1818, 1919, 1946“ eingeprägt sind. Der Beliehene erhält außerdem eine Besitzurkunde. Die Medaille, die Anstecknadel und die Urkunde gehen in das Eigentum des Beliehenen über und müssen nach dem Tod nicht zurückgeben werden.
Zum Amtsantritt wird dem Präsidenten des Landtags die Bayerische Verfassungsmedaille in Gold per Gesetz verliehen, andere erhalten die Verfassungsmedaille nur auf Vorschlag, wobei jede Fraktion sowie jedes Mitglied des Landtags vorschlagsberechtigt sind. Die Vorschläge werden vom Landtagsamt geprüft und dem Präsidium des Landtags als Ordensbeirat zur Stellungnahme weitergeleitet. Der Landtagspräsident entscheidet über die Verleihung.

## Träger der Auszeichnung
Die Verfassungsmedaille in Gold erhielten insgesamt 364 Persönlichkeiten, die in Silber 1226 Persönlichkeiten (Stand Ende 2020). Laut Auskunft der Pressestelle des Landtagsamts werden die Namen der Träger aus früheren Jahren (= 1961–2003) aus „Datenschutzgründen“ nicht veröffentlicht. Warum dieser Datenschutz nur für Personen zutrifft, die vor 2003 ausgezeichnet wurden, wurde nicht erklärt.